# Wolsztyn (gemeente)
De gemeente Wolsztyn is een stad- en landgemeente in het Poolse woiwodschap Groot-Polen, in powiat Wolsztyński.
De zetel van de gemeente is in Wolsztyn.
Op 30 juni 2004 telde de gemeente 29 086 inwoners.

## Oppervlakte gegevens
In 2002 bedroeg de totale oppervlakte van gemeente Wolsztyn 249,64 km², waarvan:
- agrarisch gebied: 51%
- bossen: 37%

De gemeente beslaat 36,71% van de totale oppervlakte van de powiat.

## Demografie
Stand op 30 juni 2004:
| Omschrijving                   | Totaal | Totaal | Vrouwen | Vrouwen | Mannen | Mannen |
| ------------------------------ | ------ | ------ | ------- | ------- | ------ | ------ |
| eenheid                        | aantal | %      | aantal  | %       | aantal | %      |
| inwoners                       | 29 086 | 100    | 14 789  | 50,8    | 14 297 | 49,2   |
| bevolkingsdichtheid (inw./km²) | 116,5  | 116,5  | 59,2    | 59,2    | 57,3   | 57,3   |

In 2002 bedroeg het gemiddelde inkomen per inwoner 1203,48 zł.

## Administratieve plaatsen (sołectwo)
Adamowo, Barłożnia Gościeszyńska, Berzyna, Błocko, Chorzemin, Gościeszyn, Karpicko, Kębłowo, Niałek Wielki, Nowa Dąbrowa, Nowa Obra, Nowe Tłoki, Nowy Widzim, Obra, Powodowo, Rudno, Stara Dąbrowa, Stary Widzim, Stradyń, Świętno, Tłoki, Wilcze, Wroniawy.

## Aangrenzende gemeenten
Kargowa, Kolsko, Przemęt, Rakoniewice, Siedlec, Sława